# Gonyeriet
Het mineraal gonyeriet is een mangaan-ijzer-fylosilicaat met de chemische formule Mn2+3[Mn2+3Fe3+][(Si,Fe3+)4O10](OH,O)8. Het behoort tot de chlorietgroep.

## Eigenschappen
Het donkerbruine of groene gonyeriet heeft een chocoladebruine streepkleur, een parelglans en een perfecte splijting volgens het kristalvlak [001]. De gemiddelde dichtheid is 3,01 en de hardheid is 2,5. Het kristalstelsel is orthorombisch en het mineraal is niet radioactief.

## Naamgeving
Het mineraal gonyeriet is genoemd naar Forest A. Gonyer (1899 - 1971), mineraloog aan Harvard.

## Voorkomen
Gonyeriet is een hydrothermaal mineraal in mangaanrijke skarns. De typelocatie is Långban in Värmland, Zweden.